# Russell T Davies
Russell T Davies, född Stephen Russell Davies den 27 april 1963 i Swansea, är en brittisk tv-serieproducent och manusförfattare. Han är framförallt känd för tv-serierna Queer as Folk, Torchwood och 2005 års upplaga av Doctor Who.